# Circuit intégré 7407

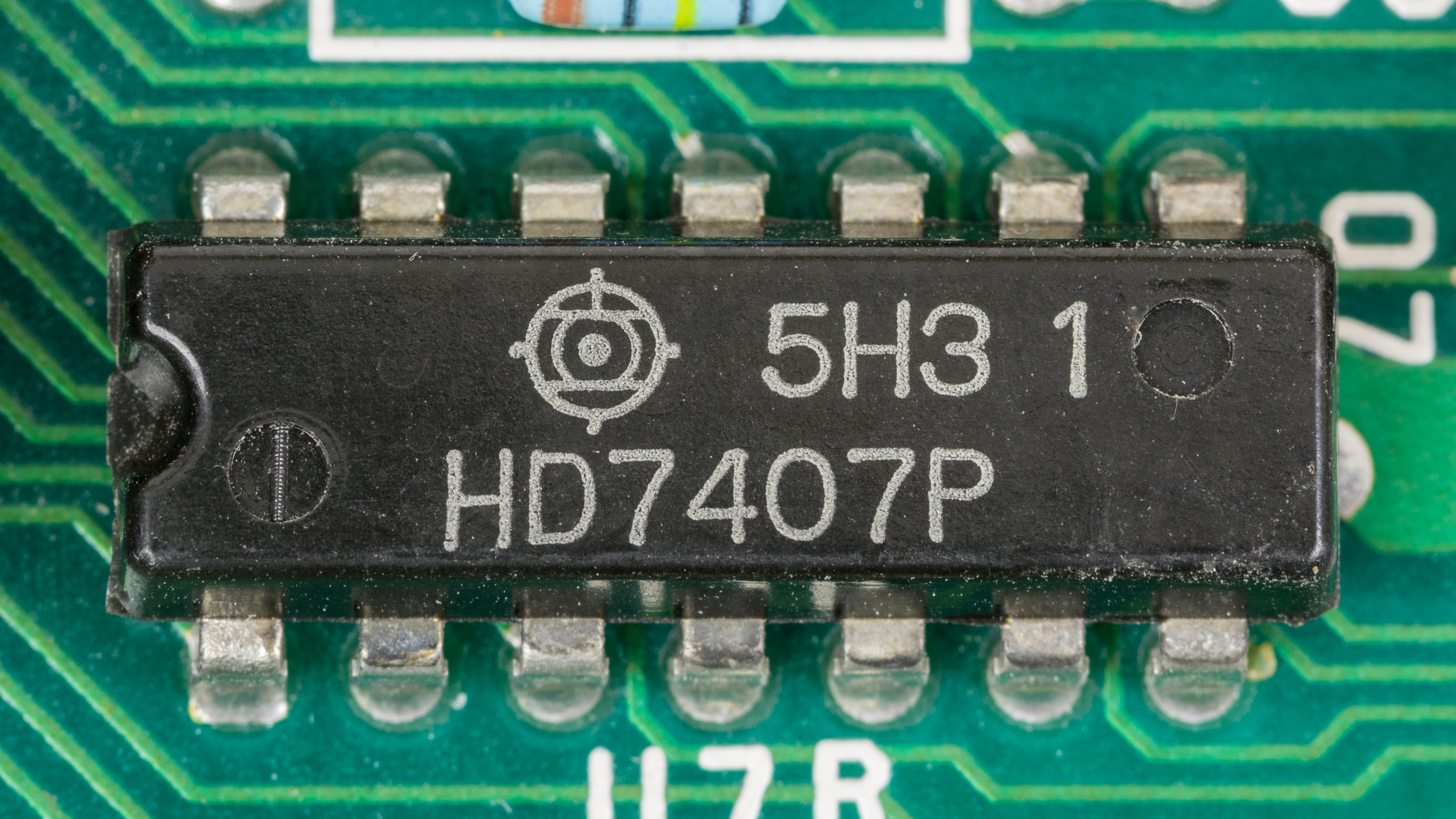
Circuit intégré 7407 (Hitachi HD7407P)

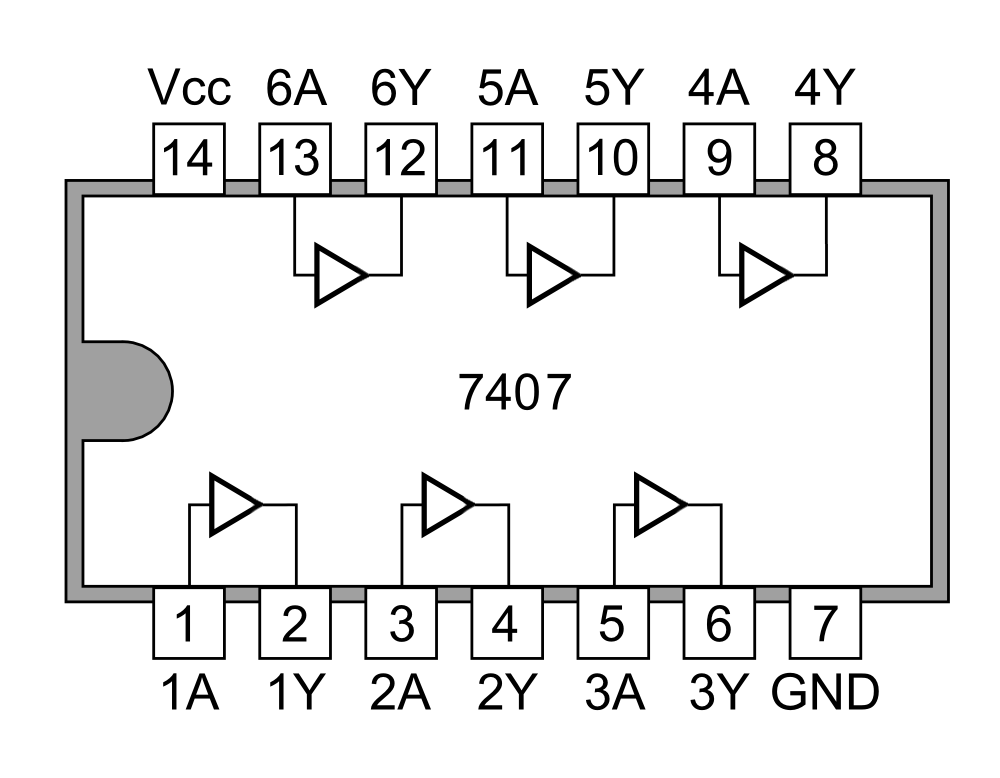
Brochage

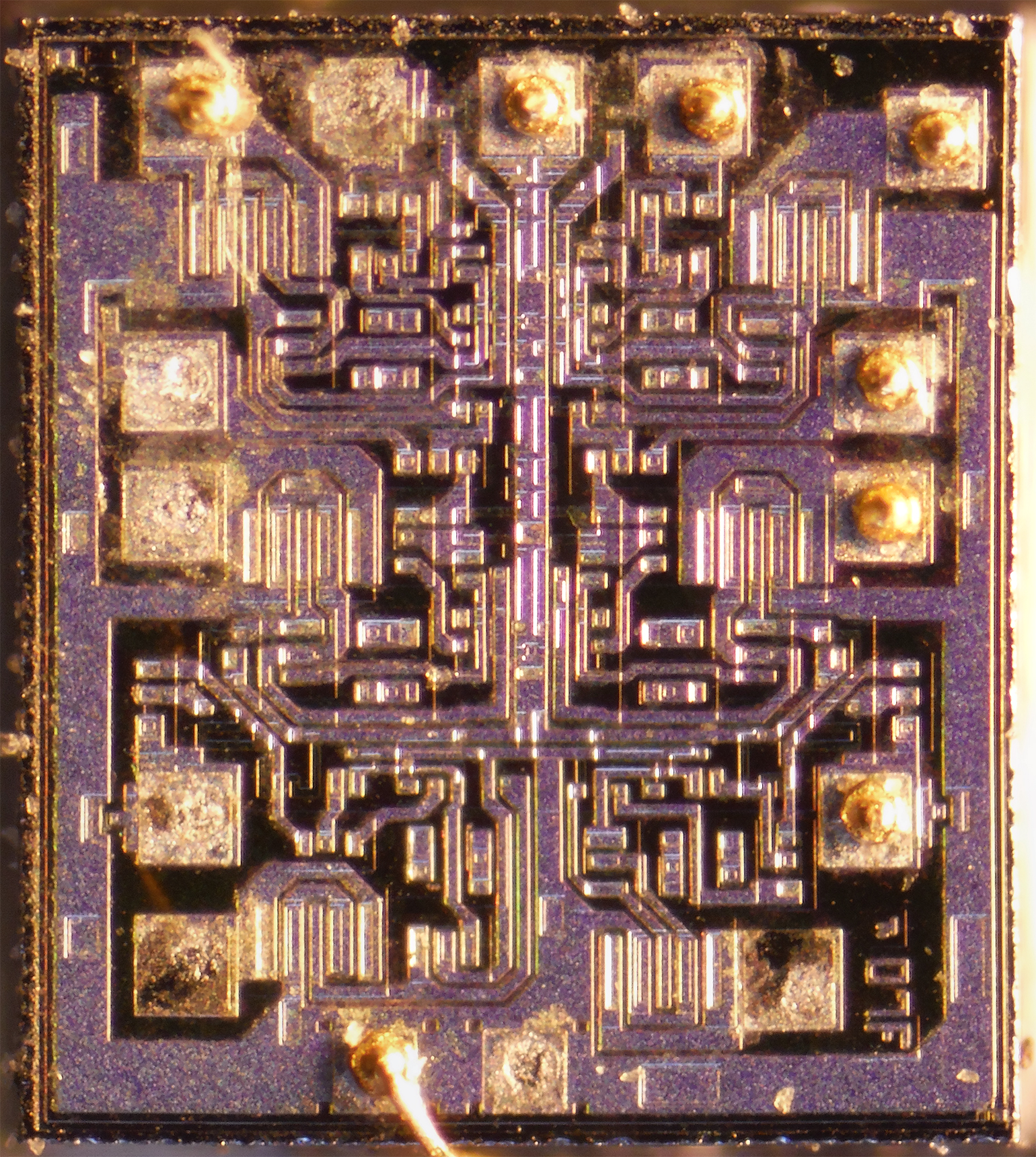
Die d'un 7407

Le circuit intégré 7407 fait partie de la série des circuits intégrés 7400 utilisant la technologie TTL.
Ce circuit est composé de six buffers indépendants possédant chacun une sortie à collecteur ouvert d'une protection de 30 Volts.

Chaque porte possède un buffer.